# Cyprys
Cyprys (Cupressus L.) – rodzaj drzew i krzewów iglastych z rodziny cyprysowatych. Obejmuje ok. 17–19 gatunków, występujących w Ameryce Środkowej, w Azji od południowo-zachodnich Chin, poprzez rejon Himalajów po południowo-zachodnią Azję i północną Afrykę. Często rosną w suchym i gorącym klimacie. Wiele gatunków to rośliny ozdobne. Pochodzący z Azji południowo-zachodniej cyprys wiecznie zielony jest popularnie sadzony jako ozdobny w całym obszarze śródziemnomorskim.

## Morfologia
PokrójDrzewa do 35 m wysokości (rzadko wyższe, aczkolwiek odkryto okaz C. torulosa osiągający aż 102 m wysokości), rzadziej krzewy o różnym pokroju, często wąskokolumnowym. Korona gęsta, z miotlastymi rozgałęzieniami tj. z gałązkami rozchodzącymi się w różnych płaszczyznach.
PieńKora łuszcząca się włóknistymi pasmami.
LiścieŁuskowate, gęsto ustawione i ściśle przylegające do pędu. Silnie aromatyczne po roztarciu.
Organy generatywneCyprysy są jednopienne, z kwiatami rozdzielnopłciowymi i wiatropylnymi. Kwiaty męskie szczytowe, o długości od 3 do 6 mm, maczugowatego kształtu, z początku żółto-zielone, z czasem brązowieją. Kwiaty żeńskie zebrane w kuliste szyszki (do 4 cm średnicy). Szyszki składają się z 6–12 tarczowatych łusek, silnie drewniejących. Dojrzewają w drugim roku.

## Systematyka
Wykaz gatunków:
- Cyprysy Starego Świata:

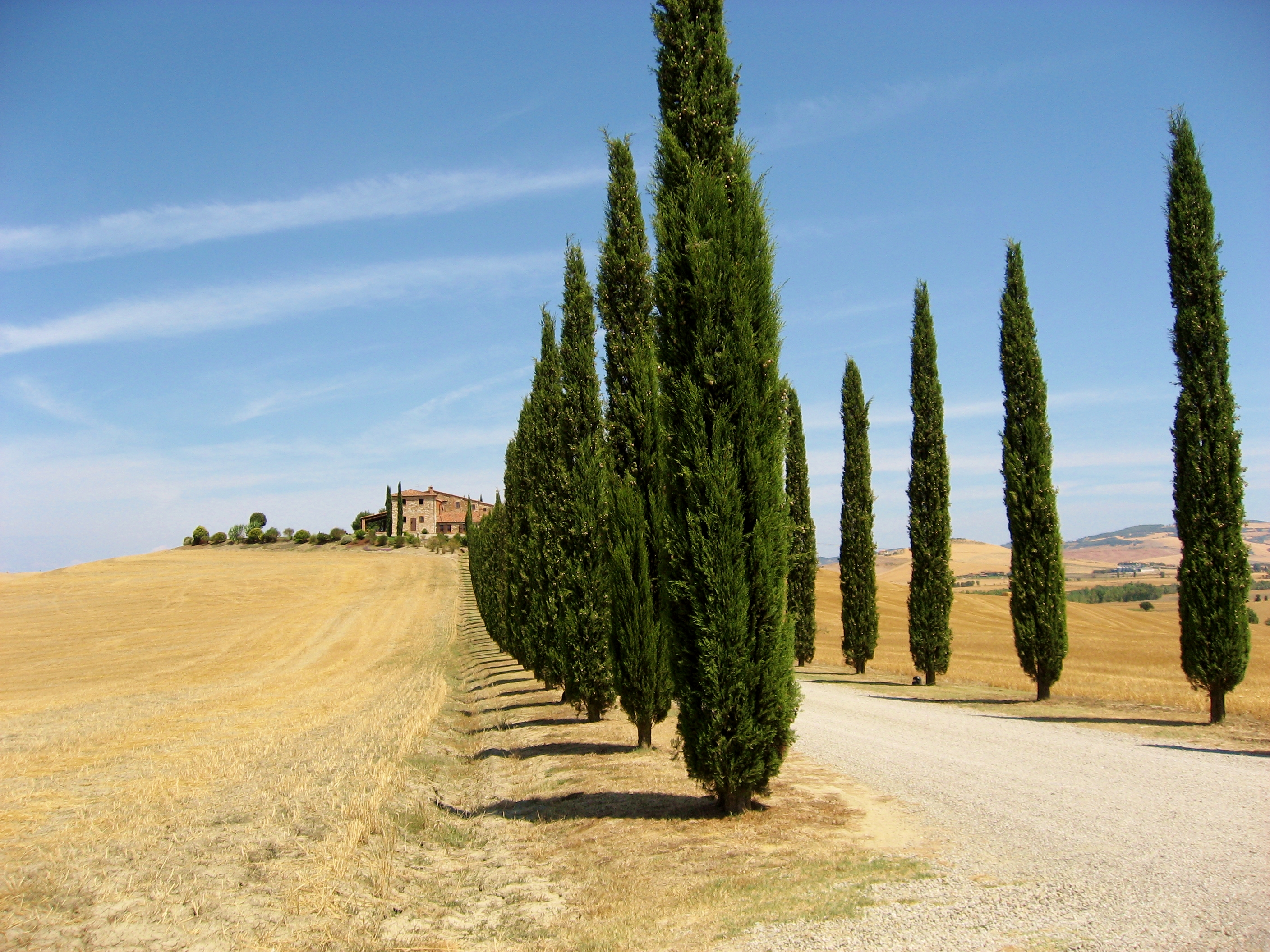
Aleja cyprysów wiecznie zielonych w Toskanii

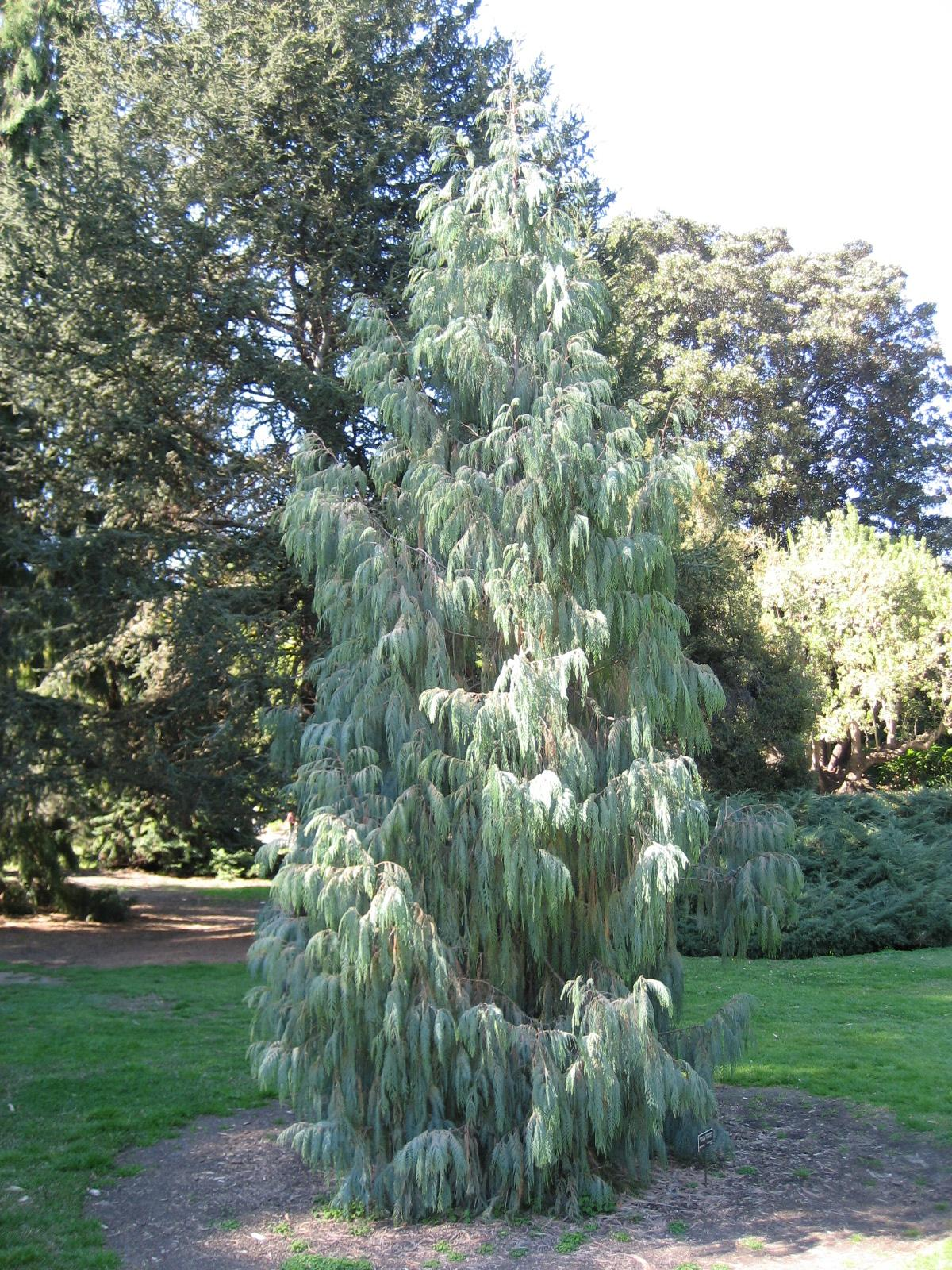
Cupressus cashmeriana

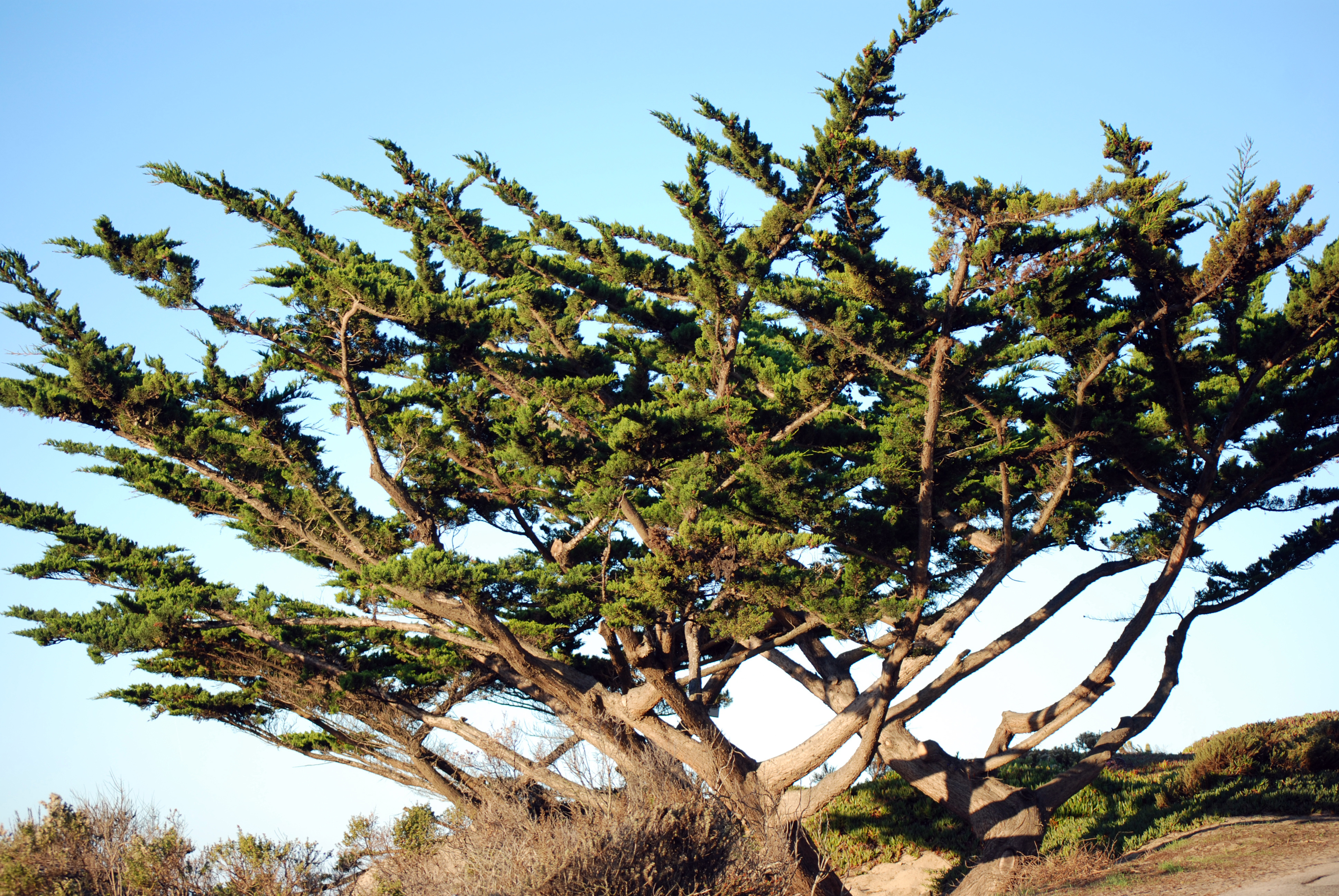
Cupressus macrocarpa

  - Cupressus cashmeriana Royle ex Carrière
  - Cupressus chengiana S.Y.Hu
  - Cupressus duclouxiana Hickel
  - Cupressus dupreziana A.Camus
  - Cupressus funebris Endl.
  - Cupressus pakistanensis Silba
  - Cupressus sempervirens L. – cyprys wiecznie zielony, cyprys włoski
  - Cupressus silbae B.Huang bis
  - Cupressus torulosa D.Don
- Cyprysy Nowego Świata – zaliczane przez niektórych autorów na podstawie badań genetycznych do rodzaju Callitropsis (Xanthocyparis)[9] lub do odrębnego rodzaju Hesperocyparis[10]
  - Cupressus abramsiana C.B.Wolf
  - Cupressus arizonica Greene – cyprys arizoński
  - Cupressus bakeri Jeps.
  - Cupressus goveniana Gordon – cyprys Gowena
  - Cupressus guadalupensis S.Watson
  - Cupressus lusitanica Mill.
  - Cupressus macnabiana A.Murray bis
  - Cupressus macrocarpa Hartw. – cyprys wielkoszyszkowy
  - Cupressus pygmaea (Lemmon) Sarg.
  - Cupressus sargentii Jeps.

## Zastosowanie
Cyprys wiecznie zielony jest od wielu wieków często sadzonym gatunkiem ozdobnym na terenach parkowych, w ogrodach i na cmentarzach w całym obszarze śródziemnomorskim. Drewno bardzo trwałe, odporne na szkodniki owadzie, często wykorzystywane w meblarstwie. W starożytnej Grecji często było używane jako drzwi świątyń. Według Teofrasta wykonane z drewna cyprysowego odrzwia Świątyni Artemidy w Efezie przetrwały 40 ludzkich pokoleń. 
W warunkach Europy Środkowej cyprysy przemarzają, jeśli uprawiane są w gruncie. 
Z cyprysów destyluje się olejki eteryczne, wykorzystywane w przemyśle perfumeryjnym i kosmetycznym. Najpopularniejszy olejek cyprysowy destyluje się z igliwia i gałązek drzew z cyprysa wiecznie zielonego. Na rynku można też spotkać osiągający wysokie ceny olejek zwany cyprysowym, uzyskiwany jednak z żywiczlinu Callitris columellaris (syn. Callitris intratropica), nazywanego cyprysem australijskim lub niebieskim (wyróżniany jest też olej z cyprysu białego, ale taksonomicznie między tymi roślinami nie ma różnic). 